# Gäddtjärnen (Norsjö socken, Västerbotten, 719405-169520)
Gäddtjärnen är en sjö i Norsjö kommun i Västerbotten och ingår i Skellefteälvens huvudavrinningsområde. Sjön har en area på 0,22 kvadratkilometer och ligger 276,1 meter över havet.

## Delavrinningsområde
Gäddtjärnen ingår i det delavrinningsområde (719476-169657) som SMHI kallar för Utloppet av Myrträsket. Medelhöjden är 264 meter över havet och ytan är 11,19 kvadratkilometer. Räknas de 13 avrinningsområdena uppströms in blir den ackumulerade arean 88,84 kvadratkilometer. Karsbäcken som avvattnar avrinningsområdet har biflödesordning 2, vilket innebär att vattnet flödar genom totalt 2 vattendrag innan det når havet efter 97 kilometer. Avrinningsområdet består mestadels av skog (69 procent) och sankmarker (18 procent). Avrinningsområdet har 0,79 kvadratkilometer vattenytor vilket ger det en sjöprocent på 7,1 procent.